# Лонано (Арецо)
Лонано је насеље у Италији у округу Арецо, региону Тоскана.
Према процени из 2011. у насељу је живело 205 становника. Насеље се налази на надморској висини од 681 м.